# Tonina Torrielli
Tonina Torrielli (Serravalle Scrivia, 22 maart 1934) is een Italiaanse zangeres.
In 1956 werd ze 2de op het San Remo Festival met Amami se vuoi. Dat jaar was het allereerste Eurovisiesongfestival, tot 1966 werd de Italiaanse kandidaat via San Remo aangeduid en zo mocht Franca Raimondi als winnares naar Lugano, omdat er maar 7 deelnemers waren mocht elk land 2 liedjes insturen en zo kon ook Tonina Torrielli nog naar het festival. De uitslag was geheim, enkel de winnaar werd bekendgemaakt.
In 1957 werd ze 3de op San Remo met Scusami. In 1958 werd ze 2de met L'edera. Ook de volgende jaren was ze nog aanwezig.

## Liedjes
- Addio Tabarin
- Addormentarmi cosi'
- Adduormete
- Adorami
- Amami se vuoi
- Amico tango
- Amore di stelle
- Amore in viola
- Amoreuse
- Anema e core
- Ancora fra le tue braccia
- Anima smarrita
- Andalusia
- Appuntamento a Madrid
- Aprite le finestre
- Arlecchino gitano
- Ascolta mamma
- Aspettandoti
- Auwiederseen
- [[Ave Maria (Schubert)}Ave Maria]] (Schubert)
- Bacio di fuoco
- Besame mucho
- Boca enamorada
- Brivido blu
- Burattino
- Buenas noches my amor
- Calcutta
- Caminito
- Canti nuovi
- Canzone d'amore armena
- Canzone nova
- Canzone tra le stelle
- Che resta cchiu'
- Chissà chissà chissà
- Chitarra e pistola
- Ci amammo così
- Cielo e terra
- Colpevole
- Come Wally
- Com'è piccolo il cielo
- Como se viene se va
- Comprendimi
- Concerto azzurro
- Con queste mani
- Croce di oro
- Domani
- E'in te amore
- E'musica
- En tu labios my vida
- E rrose d'o core
- Estrellita
- Esisto
- Eterno ritornello
- Fascination
- Febbre di Musica
- Fra le mie braccia
- Fumo negli occhi
- Fuoco verde
- Galoppata d'amore
- Gin gin gin
- Gli zingari
- Gondolì Gondolà
- Grazie dei fior
- Hystoria de un amor
- I Trulli di Alberobello
- Il bosco innamorato
- Il cantico del cielo
- Il cielo mi ha dato una stella
- Il giramondo
- Il mare
- Il mondo dei giovani
- Il nostro sì
- Il nostro refrain
- Il tuo diario
- Il valzer delle candele
- Ideale(Tosti)
- Infinito amore
- Inno all'amore
- Intorno al mondo
- Intorno a te è sempre primavera
- Johnny Guitar
- Julia
- Jvan Jvanovic
- La borsetta
- La colpa fu
- La cosa più bella
- La fine
- La nostra canzone
- La pioggia cadrà
- La strada più bella del mondo
- La nostra estate
- La vita mi ha dato solo te
- La Violetera
- Le mani piene di stelle
- Le rose sono rosse
- L'urdemo raggio e luna
- L'amore è il più grande ideale
- L'amore
- L'eco della sua voce
- L'edera
- L'uomo del mare
- Lolita di Siviglia
- Mai ti scorderai di me
- Mandolin serenade
- Mare di sabbia
- Marjolaine
- Mezzanotte tango
- Mi arrendo
- Mille volte
- Miracolo damore
- Musica proibita
- Ne oggi ne domani ne mai
- Nel giardino di Tamara
- Nessuna cosa al mondo
- Nessuno
- Nessuno al mondo
- Niente cchiù
- Ninna nanna(Brahms)
- Noi
- Noi chi siamo?
- Non ero così
- Non potrai saperlo mai
- Notte d'amor
- Nozze d'oro
- Oceano
- Oh dolce Napoli
- Pallida mimosa
- Parole d'amore sulla sabbia
- Paloma d'argento
- Pepe
- Pepote
- Perché vivo
- Perderti
- Perdonarsi in due
- Perfidia
- Per sempre, per sempre
- Per tutta la vita
- Piangi amore piangi
- Piccola città
- Piccola fioraia
- Piccole cose
- Piccolissima serenata
- Place Pigalle
- Portami a Roma
- Portami tante rose
- Prendi quella stella
- Presentimento
- Qualcosa è rimasto
- Qualcuno mi ama
- Questo nostro amor
- Rapsodie
- Re pastore
- Ritorna da me
- Sera di pioggia
- Serenata(Schubert)
- Serenata romantica
- Serenatella 'nzuonno
- Se ridi del mio amor
- Scusami
- Siamo parte del ciel
- Siboney
- Signora illusione
- Sogni d'or
- Sono tre parole
- Sortilegio d'Andalusia
- Sotto i ponti del Pò
- Sotto la cenere
- Splende l'arcobaleno
- Stelle e lacrime
- Tango del cuore
- Tempo di mughetti
- Ti scrivo e piango
- Tristezze(Chopin)
- Tua
- Torna al tuo paesello
- Tornerà
- Tornerai
- Tu che ti chiami amor
- Ultima preghiera
- Una notte ancora
- Un mondo
- Un po' di luna
- Un sogno fantastico
- Va' pensiero
- Verde luna
- Veste da sposa
- Vicino a te
- Viole del pensiero
- Vivo per te
- Vivrò

1956: Franca Raimondi + Tonina Torrielli · 
1957: Nunzio Gallo · 
1958: Domenico Modugno · 
1959: Domenico Modugno · 
1960: Renato Rascel · 
1961: Betty Curtis · 
1962: Claudio Villa · 
1963: Emilio Pericoli · 
1964: Gigliola Cinquetti · 
1965: Bobby Solo · 
1966: Domenico Modugno · 
1967: Claudio Villa · 
1968: Sergio Endrigo · 
1969: Iva Zanicchi · 
1970: Gianni Morandi · 
1971: Massimo Ranieri · 
1972: Nicola di Bari · 
1973: Massimo Ranieri · 
1974: Gigliola Cinquetti · 
1975: Wess & Dori Ghezzi · 
1976: Al Bano & Romina Power · 
1977: Mia Martini · 
1978: Ricchi e Poveri · 
1979: Matia Bazar · 
1980: Alan Sorrenti · 
1983: Riccardo Fogli · 
1984: Alice & Battiato · 
1985: Al Bano & Romina Power · 
1987: Umberto Tozzi & Raf · 
1988: Luca Barbarossa · 
1989: Anna Oxa & Fausto Leali · 
1990: Toto Cutugno · 
1991: Peppino di Capri · 
1992: Mia Martini · 
1993: Enrico Ruggeri · 
1997: Jalisse · 
2011: Raphael Gualazzi · 
2012: Nina Zilli · 
2013: Marco Mengoni · 
2014: Emma Marrone · 
2015: Il Volo · 
2016: Francesca Michielin · 
2017: Francesco Gabbani · 
2018: Ermal Meta & Fabrizio Moro · 
2019: Mahmood · 
2021: Måneskin · 
2022: Mahmood & Blanco · 
2023: Marco Mengoni · 
2024: Angelina Mango · 
2025: Lucio Corsi
- Biblioteca Nacional de España: XX4761830
- Gemeinsame Normdatei: 135188083
- International Standard Name Identifier: 0000 0000 5571 6808
- MusicBrainz: 71a0089d-aec0-4780-9ef8-d59ce414b41e
- Istituto Centrale per il Catalogo Unico: DDSV000052
- Virtual International Authority File: 80018491
- WorldCat: E39PBJyWYqVfrQPjrtPmF9M9Dq